# Rottjärnen, Ångermanland
Rottjärnen är en sjö i Kramfors kommun i Ångermanland och ingår i Nätraån-Ångermanälvens kustområde. Sjön har en area på 0,0356 kvadratkilometer och ligger 81,8 meter över havet.

## Delavrinningsområde
Rottjärnen ingår i det delavrinningsområde (698370-162375) som SMHI kallar för Utloppet av Järestaviken. Medelhöjden är 65 meter över havet och ytan är 1,43 kvadratkilometer. Räknas de 3 avrinningsområdena uppströms in blir den ackumulerade arean 13,12 kvadratkilometer. Avrinningsområdets utflöde Sundströmmen mynnar i havet. Avrinningsområdet består mestadels av skog (64 procent). Avrinningsområdet har 0,17 kvadratkilometer vattenytor vilket ger det en sjöprocent på 12,1 procent.